# ستيفن جاكسون (عالم)
ستيفن جاكسون (بالإنجليزية: Stephen Jackson)‏ (ولد في 17 يوليو 1962) زميل الجمعية الملكية وزميل أكاديمية العلوم الطبية، هو أستاذ جامعي ومُدير معهد أبحاث السرطان في المملكة المتحدة، وهو عالم مؤسس ورئيس المجلس الاستشاري العلمي لشركة ميشن ثيرابيوتك المحدودة.

## التعليم
تلقى جاكسون تعليمه في جامعة ليدز، وتخرج منها بدرجة بكالوريوس العلوم في الكيمياء الحيوية عام 1983. ثم أجرى بحث الدكتوراه بالعمل مع جان بيجز على ربط الحمض النووي الريبوزي للخميرة في كلية لندن الإمبراطورية وجامعة إدنبرة، وحصل على درجة الدكتوراه في عام 1987.

## الأبحاث والعمل
بعد حصوله على درجة الدكتوراه، أجرى جاكسون أبحاث ما بعد الدكتوراه مع روبرت تجيان في جامعة كاليفورنيا، بيركلي، حيث طور اهتمامًا بتنظيم النسخ (الوراثة). عاد إلى المملكة المتحدة في عام 1991 كقائد مجموعة مبتدئ في معهد ويلكم سي آر سي، الذي أصبح الآن معهد جوردون.
قدم عمل جاكسون رؤى أساسية حول العمليات الخلوية التي تستجيب لتلف الحمض النووي؛ وهي العمليات الأساسية للحياة والتي يؤدي خللها إلى أمراض مختلفة وخاصة السرطان. من خلال اكتشافه أن إنزيم بروتين كيناز (DNA-PK) المعتمد على الحمض النووي يتم تنشيطه بواسطة فواصل الحمض النووي المزدوجة (DSBs)، حدد مختبر جاكسون وميز المكونات المختلفة لنظام الانضمام غير المتماثل (NHEJ) الذي إصلاح معظم الفواصل المزدوجة في الخلايا البشرية. قدمت هذه الدراسات أيضًا نموذجًا لأعمال جاكسون اللاحقة حول إشارات تلف الحمض النووي بواسطة ATM سيرين/ثريونين كيناز وATR ( ترنح توسع الشعريات وRad3 المتعلقان )، ودراساته حول كيفية تفاعل هذه العوامل وعوامل إصلاح الحمض النووي الإضافية معها وتأثيرها بعضها البعض، غالبًا بطرق تنظمها التعديلات بعد متعدية. ساعد عمل جاكسون أيضًا في تحديد كيفية التحكم في إصلاح الفواصل المزدوجة أثناء دورة الخلية، وفي التيلوميرات استجابةً لشيخوخة الخلية/الشيخوخة، وداخل الكروماتين.
في عام 1997، أسس جاكسون شركة كودوس الدوائية بهدف ترجمة المعرفة حول مسارات ترميم الدنا/الحمض النووي إلى علاجات جديدة للسرطان. طورت كودوس مثبطات جزيء صغير للعديد من إنزيمات الاستجابة لترميم الحمض النووي. وأكثرها تقدمًا هو مثبط بوليميريز بوليميريز 1 ( PARP1 ) بولي (ADP-ribose) أولاباريب /Lynparza™، والذي أصبح الآن دواءً مسجلاً في جميع أنحاء العالم. تطورت كودوس لتصبح شركة متكاملة لاكتشاف الأدوية وتطويرها، واستحوذت عليها شركة أسترازينكا في عام 2005.
في عام 2011، أسس جاكسون شركة مشن العلاجية لتطوير الأدوية لتحسين إدارة والتعايش مع الأمراض التي تهدد الحياة، وخاصة السرطان. وفي عام 2017، أسس شركة أدريستيا العلاجية المحدودة  ويشغل حاليًا منصب الرئيس العلمي.

### سحب الأبحاث العلمية
في عام 2018، أُدين عبد الرحمن كايدي، باحث ما بعد الدكتوراه السابق لجاكسون، والذي كان يعمل آنذاك في جامعة بريستول، بتهمة الاحتيال البحثي. بالإضافة إلى ذلك، اعترف كايدي بأنه قدم بيانات كاذبة في اثنتين من أوراقه البحثية المنشورة مع جاكسون. أحالت جامعة بريستول الأمر إلى جامعة كامبريدج التي تولت التحقيق.
في 19 أغسطس 2018، أبلغت كامبريدج وجاكسون مجلة ساينس أنه تم التحقيق في الورقة المنشورة عام 2010 بسبب سوء السلوك البحثي. وأصدرت المجلة بيانًا أبدوا عن طريقه قلقهم بشأن المقال في الشهر التالي. اتخذت كامبريدج قرارها النهائي في أبريل 2019 بأن الورقة البحثية المنشورة في ساينس وأخرى في نيتشر (في 2013 ) تحتوي على بيانات ملفقة قام بها كايدي. ولم يكن جاكسون متورطا في الاحتيال البحثي. قامت المجلتان بسحب الأوراق البحثية في وقت واحد في 11 أبريل 2019.

## الجوائز والتكريمات
حصل جاكسون على العديد من الجوائز والميداليات والدرجات الفخرية: جائزة إيبندورف-نيتشر للمحقق الشاب الأوروبي الافتتاحية (1995)؛ وسام تينوفوس لأبحاث السرطان (1997)  وسام كولوورث (1997)؛ جائزة أنتوني ديبل للباحث الشاب في التسرطن (2002)؛ جائزة جلاكسو سميث كلاين من جمعية الكيمياء الحيوية(2008)؛ جائزة مبتكر العام من مجلس بحوث التكنولوجيا الأحيائية والعلوم البيولوجية (2009)؛ وسام بوكانان من الجمعية الملكية (2011)، الأخير تقديرًا "لمساهماته البارزة في فهم ترميم الدنا/الحمض النووي ومسارات إشارات الاستجابة لأضرار الحمض النووي"، وجائزة جانجا فان هيك (2015) عن "مساهماته الأساسية المتعلقة بالأحداث الخلوية التي تكتشف وتشير إلى وجود وإصلاح أضرار الحمض النووي".
جاكسون هو الفائز المشارك بجائزة الملك فيصل العالمية للعلوم لعام 2016، تقديراً لمساهمته البارزة في تحديد العلاقة بين الآلية الأساسية لعدم استقرار الحمض النووي الجيني وعلاقتها بالسرطان. خاصة فيما يخص المسار المتضمن في إصلاح الحمض النووي. ويُنسب إليه أيضًا الفضل في اتباع نهج مبتكر لتحويل نتائجه إلى منتجات علاجية ملموسة لعلاج السرطان. تم انتخابه عضوًا في المنظمة الأوروبية للبيولوجيا الجزيئية في عام 1997، وزميلًا لأكاديمية العلوم الطبية في عام 2001 وزميلًا للجمعية الملكية في عام 2008.
في عام 2016، حصل جاكسون على جائزة الدكتور إيه إتش هاينكن للطب "لأبحاثه الأساسية في ترميم الدنا/الحمض النووي في الخلايا البشرية وللتطبيق الناجح للمعرفة بهذه العملية في تطوير أدوية جديدة للسرطان". في عام 2017، حصل على ميدالية شبكة استقرار الجينوم لمساهماته في مجال استقرار الجينوم وخاصة لتحقيق الإمكانات العلاجية لاستهداف نزع السلاح والتسريح وإعادة الإدماج.
تم تقديم جائزة ليوبولد جريفل في الأبحاث التحويلية والسريرية إلى جاكسون في عام 2019 لعمله في ترميم الدنا/الحمض النووي ودوره في تطوير الأدوية، والمستخدمة حاليًا لعلاج السرطان. في عام 2020، حصل على جائزة مولارد من الجمعية الملكية لأبحاثه حول آليات ترميم الحمض النووي والقتل الاصطناعي الذي أدى إلى اكتشاف أولاباريب الذي وصل إلى مكانة رائدة في علاج سرطان المبيض وسرطان الثدي.
في عام 2022، حصل جاكسون على جائزة يوهان أنطون ميرك، والتي تُمنح لإنجازات البحث العلمي قبل السريري المتميزة في مجالات التركيز الاستراتيجي لشركة ميرك هيلث كير. قام معهد أبحاث السرطان في المملكة المتحدة بتكريم ستيف بجائزة تقدير ريادة الأعمال من مؤسسة أبحاث السرطان هوريزن تقديرًا لريادة أعماله الأكاديمية الطويلة ومساهماته المتميزة التي عززت مجال علم الأورام.
حصل جاكسون على وسام فارس في مرتبات الشرف لعيد الميلاد سنة 2023 لخدماته التي قدمها في الابتكار والبحث.